# Catalunya – Jamaica (25-05-2022)
La selecció catalana de futbol disputà un partit amistós contra la selecció de Jamaica el 25 de maig de 2022 a l'estadi de Montilivi de Girona. Amb el marcador final de 6-0, Catalunya firmà la seva golejada més gran en 95 anys, des del partit contra la selecció de Brussel·les, el 16 de juny de 1927, quan va guanyar per 9-0 la selecció brussel·lesa al Camp de les Corts de Barcelona. El partit es va disputar tres anys després del darrer que havia jugat la selecció, en part a conseqüència de la Pandèmia de COVID-19.  Abans del matx, la cantant surienca Beth Rodergas va cantar l'himne de Jamaica i el vocalista Kelly Isaiah -del grup lleidatà de reggae Koers- va cantar Els Segadors.

## Partit
Catalunya va exhibir una gran superioritat sobre Jamaica (mundialista a França el 1998) i en va destacar un jugador, el davanter de l'Udinese Gerard Deulofeu, que va marcar tres gols.
En un partit amb 6.124 espectadors a les graderies de Montilivi el tècnic català Gerard López va sortir d'inici amb una davantera formada per Cristian Tello, Marc Cucurella i Gerard Deulofeu. El de Riudarenes va obrir el marcador (1-0) al minut 4, després d'un regal de Talbott.  El domini de la selecció catalana era total. Deulofeu va tenir un cara a cara sol contra el porter, però no va poder marcar. Poc després, el blaugrana Riqui Puig va tenir també una gran ocasió per ampliar les diferències. El 2 a 0 va arribar al minut 29 en una jugada començada i acabada per Gerard Deulofeu en col.laboració amb Riqui i Aleñà. Els caribenys (selecció número 64 del rànquing FIFA) amb prou feines van inquietar la porteria d'Edgar Badia.
El 3 a 0 el va fer el capità Marc Bartra (minut 34), rematant de cap una falta centrada des de la banda dreta. Abans del descans, Deulofeu va completar el seu hat-trick particular (4-0, minut 45).
A la segona part, només començar Brian Oliván, Pere Milla i Javi Puado (tres dels canvis de Catalunya) van tenir una triple ocasió per marcar. Els jamaicans van amenaçar la porteria de Dani Cárdenas (substitut d'Edgar a la segona part) amb un xut de Parris i un cop de cap de Flemmings gairebé consecutius. L'entrada del blaugrana Ferran Jutglà va donar un altre aire a l'atac de Catalunya. El de Sant Julià de Vilatorta va enviar un xut al pal i, poc després, va fer el 5 a 0 (minut 75).
En el tram final va debutar amb Catalunya el jove Arnau Martínez. Als 19 anys, el defensa revelació del Girona es va endur la gran ovació de la tarda del públic de Montilivi. El davanter de l'Espanyol Javi Puado va fer el definitiu 6 a 0 (minut 88) després de transformar d'un penal que li havia fet a ell mateix el central caribeny Topey.

## Fitxa tècnica
| Catalunya                                                                              | 6 - 0               | Jamaica |
| -------------------------------------------------------------------------------------- | ------------------- | ------- |
| Gerard Deulofeu 4' 29' 45' · Marc Bartra 34' · Ferran Jutglà 74' · Javi Puado 89' (p.) | FCF CCMA L'Esportiu |         |

| Catalunya | Jamaica |

| CATALUNYA:     |  |                 |     |  |
|                |  |                 |     |  |
| PO             |  | Edgar Badia     |     |  |
| PO             |  | Dani Cárdenas   |     |  |
| DF             |  | Marc Bartra (c) |     |  |
| DF             |  | Òscar Mingueza  |     |  |
| DF             |  | Marc Cucurella  |     |  |
| DF             |  | Sergi Gómez     |     |  |
| DF             |  | Brian Oliván    |     |  |
| DF             |  | Salvador Ferrer |     |  |
| DF             |  | Arnau Martínez  |     |  |
| DF             |  | Àlex Moreno     |     |  |
| DF             |  | Edgar González  |     |  |
| CC             |  | Riqui Puig      |     |  |
| CC             |  | Gerard Gumbau   |     |  |
| CC             |  | Àlex Collado    |     |  |
| CC             |  | Oriol Romeu     |     |  |
| CC             |  | Pere Milla      |     |  |
| CC             |  | Carles Aleñá    |     |  |
| CC             |  | Sergio Gómez    |     |  |
| DV             |  | Gerard Deulofeu |     |  |
| DV             |  | Cristian Tello  |     |  |
| DV             |  | Javi Puado      |     |  |
| DV             |  | Rubén Alcaraz   | 53' |  |
| DV             |  | Ferran Jutglà   |     |  |
| Seleccionador: |  |                 |     |  |
| Gerard López   |  |                 |     |  |

| JAMAICA:       |  |                      |  |  |
|                |  |                      |  |  |
| PO             |  | Dillon Barnes        |  |  |
| PO             |  | Corey Addai          |  |  |
| DF             |  | Ricardo Thomas       |  |  |
| DF             |  | Ajeanie Talbott      |  |  |
| DF             |  | Jamoi Topey          |  |  |
| DF             |  | Tarick Ximines       |  |  |
| DF             |  | Joel Latibeaudiere   |  |  |
| DF             |  | Kenroy Campbell      |  |  |
| CC             |  | Junior Flemmings (c) |  |  |
| CC             |  | Tyreek Magee         |  |  |
| CC             |  | Blair Turgott        |  |  |
| CC             |  | Ramone Howell        |  |  |
| CC             |  | Jordan Cousins       |  |  |
| CC             |  | Oquassa Chong        |  |  |
| CC             |  | Omari Hutchinson     |  |  |
| CC             |  | Kameron Lacey        |  |  |
| CC             |  | Rolando Aarons       |  |  |
| DV             |  | Kaheem Parris        |  |  |
| DV             |  | Jonson Clarke-Harris |  |  |
| DV             |  | Neco Brett           |  |  |
| Seleccionador: |  |                      |  |  |
| Paul Hall      |  |                      |  |  |